# Banou Ifren
Les Banou Ifren, Aït Ifren ou Beni Ifren (en berbère :  ⴰⵢⵜ ⵢⴼⵔⵏ Ayt Ifren),, sont un des trois groupes berbère zénètes.
Selon Ibn Khaldoun, ils font partie des quatre « grandes familles » qui commandaient les Zénètes au moment de la conquête arabe. Au VIIIe siècle, ils se mobilisent autour du dogme kharidjite pour se révolter contre le pouvoir arabe . Ils ont créé au VIIIe siècle dans le Maghreb central, un royaume sufrite dont la capitale était Tlemcen. Ensuite, ils créent  une dynastie au Xe siècle, Yala Ibn Mohamed en fondant la ville de Ifghan (l'actuelle Frenda) s'est attribué une ascendance d'homme pieux  de la tribu pour asseoir son pouvoir . Les Banou Ifren se sont alliés aux Omeyyades de Cordoue pour affronter les Fatimides.
Après avoir menacé le califat fatimide, les Ifrenides  sont battus par le ziride Bologhine ibn Ziri passent en Andalousie, où ils prennent les villes de Malaga, Jaén et Ronda en 955. Une partie plus nombreuse s'implante dans le Maghreb al-Aqsa et s'empare du Tadla d'où ils contribuent à la destruction des hérétiques berghouatas. Des princes des Beni Ifren fondent un royaume à Chala, (actuel Rabat) ; leur pouvoir s’étendant sur une partie du Tadla, au sud.
En 1039, les Banou Ifren forment dans la péninsule ibérique la Taïfa de Ronda.

## Origines
Les Banou Ifren (en tamazight : At Yefren) sont des Zénètes. Ibn Khaldoun fait remonter leur origine à Madghis, dont le nom est rappelé par le tombeau monumental de Medracen. Ils descendent d'Izliten. Selon les généalogistes et principalement Ibn Hazm, ils descendraient de Yalistan Ibn Misra Ibn Zakïa Ibn Warshik Ibn ed-Did et fils de Djana, comme les Maghraouas.
Les Banou Ifran constituent la branche la plus importante de la grande tribu berbère des Zanāta. La zone primitive de leur habitat était la Tripolitaine occidentale. Le nom des Banou Ifren est porté par plusieurs tribus répandues en Tripolitaine, dans le sud de l'Ifriqiya, le Maghreb central et le Maghreb al-Aqsa. Leur plus ancienne mention se situe dans la région occidentale de l'ancienne Maurétanie césarienne.
Selon les travaux de l'orientaliste T. Lewicki, mentionnés dès le VIIIe siècle, les Banou Ifren sont l'une des plus anciennes composantes attestée des Zénètes. Ils semblent donc réellement avoir appartenu au groupe primitif des « vrais Zenâta », qui occupaient le pays de Yefren, à 80 km au sud de Sabratha, en Tripolitaine. Au moment de la conquête musulmane du Maghreb, Ibn Khaldoun les distingue parmi les trois grandes confédérations qui se partagent l'ouest de l'Algérie actuelle, avec les Beni Faten et les Maghraouas.
Grigori Lazarev suppose que les Banou Ifren provenaient d'une région libyenne et avaient, dans leur migration, laissé des branches dans le sud tunisien. Il affirme leur présence dans les steppes du Maghreb central et dans le Tell dès les VIIIe et IXe siècles.
Pour Yves Modéran et Richardot Philippe, les Banou Ifren serait le nom moderne des Ifuraces de l'Antiquité, tribu mentionnée lors de la révolte des Maures contre les Byzantins au VIe siècle,. D'après Yves Modéran, le territoire des Ifuraces est situé en Tripolitaine,. Selon l'Encyclopédie berbère, les Ifuraces sont probablement à localiser dans le djebel tripolitain, mais aucune mention n'est faite par rapport aux Banou Ifren. En effet, pour Jean Despois, les Ifuraces qui étaient de redoutables fantassins, ne pouvaient être que des montagnards du Sud tunisien et du Sud tripolitain. Les Ifuraces seraient ainsi une des tribus marmarides qui réside en Tripolitaine, avec notamment leur célèbre chef Carcasan. Pour Richardot Philippe, les Ifuraces sont une population montagnarde du sud de l'Aurès, des monts du Hodna et du Zab, bien que certains chercheurs précise-t-il, « supposent leur territoire en Tripolitaine ».
Toutefois, beaucoup d'auteurs ont fait le rapprochement entre les Ifoghas actuels et les Ifuraces. Ainsi, selon Stéphane Gsell, il est admissible que les Iforas de l’Adrar, se rattachent aux Ifuraces, qui au VIe siècle, vivaient en Tripolitaine, cette information est décrite par Corripus.
Pour l'Encyclopédie berbère, le rapprochement de leur nom avec celui des Ifoghas de l'Adrar, ne peut guère s'expliquer que par des spéculations. Yves Modéran conteste cette filiation, car les Ifuraces seraient des montagnards. Il se demande s'il n'est pas envisageable une explication par un phénomène, très courant chez les Berbères, de duplication d'un ethnique sans réelle parenté des deux ensembles qui le portent.

## Territoire
Dans l'ancienne Maurétanie césarienne, le gros de leur peuple se situe dans sa partie occidentale, dont leurs deux royaumes les plus notoires se sont constitués autour de Tlemcen et Tahert. Selon Ibn Khaldoun, à la veille de la conquête musulmane du Maghreb, la région de Tlemcen étaient aux mains des Zénètes dont les Banou Ifren. Au début de la conquête, leurs chefs combattaient en Ifriqiya, loin de leur propre territoire.
Les Beni Ifren comptaient un grand nombre de tribus dont les plus importantes étaient les Beni Wargou et les Merindjissa. Au VIIe siècle, les branches ifrenides Beni Wargou et Merindjissa étaient présentes dans les régions méridionales de Tunisie. Les Ifrens étaient aussi présent dans la région des Aurès méridionaux, dans la Hodna et dans le Zab. Ibn Khaldoun mentionne leur présence dans le Maghreb central. Durant la période islamique médiévale, les Zénètes davantage nomades, sont notamment présents dans la moitié occidentale du Maghreb : les Banou Ifren, les Meknassas et les Maghraouas. À la veille de l'arrivée des Hilaliens au Maghreb, les Banou Ifren occupaient la région de Tlemcen.
Les habitants du massif du Dahra, au nord de l'Algérie, sont d'origine essentiellement zénète, et descendent des Banou Ifren et des Maghraouas. La confédération Ouerghemma dans le sud-est tunisien descend des Ifrenides. La tribu chaouïa Zenata des environs de Mohammédia seraient issues des Banou Ifren.

## Mythologie berbère et étymologie

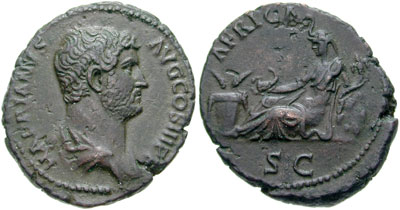
As d'Hadrien (136), représentant sur l'avers Africa, portant une dépouille d'éléphant, tenant un scorpion et une corne d'abondance, un modius de blé à ses pieds.

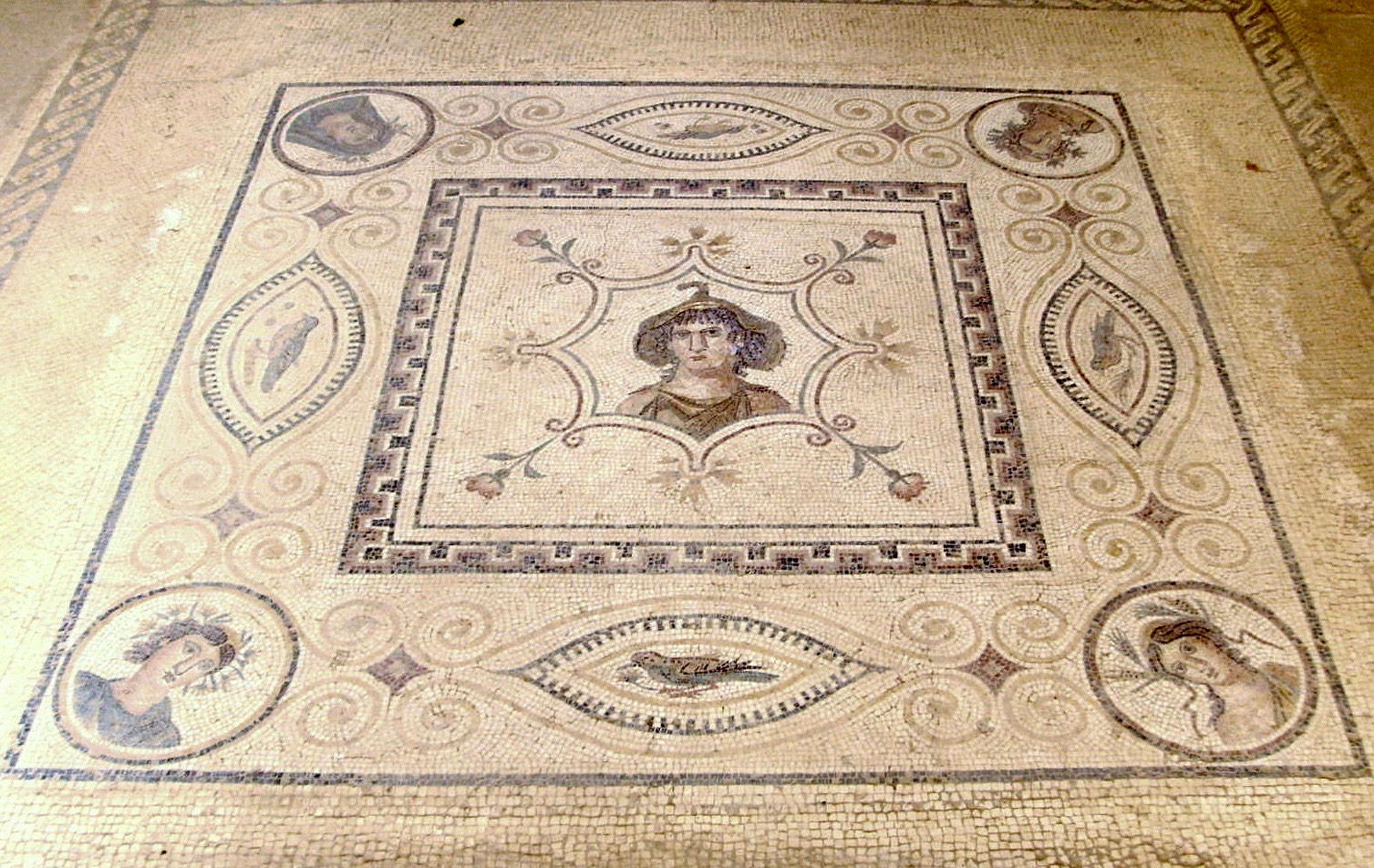
Mosaïque de la Domus Africa de Thysdrus.

Les Banou Ifren étaient désignés à l'Antiquité sous le nom d'Ifuraces, d'Iforen, d'Ifoura ou en latin d'Afri (Afer au singulier) Wuilleumier explique l'origine du mot Africa en indiquant que le nom d'Ifri ou Yefren a été donné à une population vivant en Afrique du nord et que c’est un mot d’origine berbère signifiant la grotte.
D'autres indiquent que le nom du continent africain, anciennement Ifriqiya (la Tunisie actuellement, plus les régions de l'est de l'Algérie), dérive du mot Ifri et Ifren que les Romains lui ont donné, par la suite, Afrique sera le nom de tout le continent africain,,,,.
Les différentes appellations Ifru, Ifri, Ifuraces, Ifira , Ifer, Ifri, Beni Ifren sont berbères. Ifri signifie « caverne » en langue berbère zénète . Les premiers auteurs arabes décrivent les localités des Berbères Ifren comme troglodytes. Ifren est en effet le pluriel du mot Ifri  qui signifie caverne, la racine berbère FR cacher ou se cacher. Le mot Ifren existe encore aujourd'hui dans la toponymie, ainsi près d'Ighzer Amokrane, dans la wilaya de Béjaïa en Kabylie .
Avant l'islamisation, les Banou Ifren étaient polythéistes. Ifru était une déesse solaire et déesse des cavernes et protectrice du foyer, etc. En revanche, Stéphane Gsell réfute la thèse d'Ifru, le bon mot serait Ieru qui veut dire lune.

## Histoire

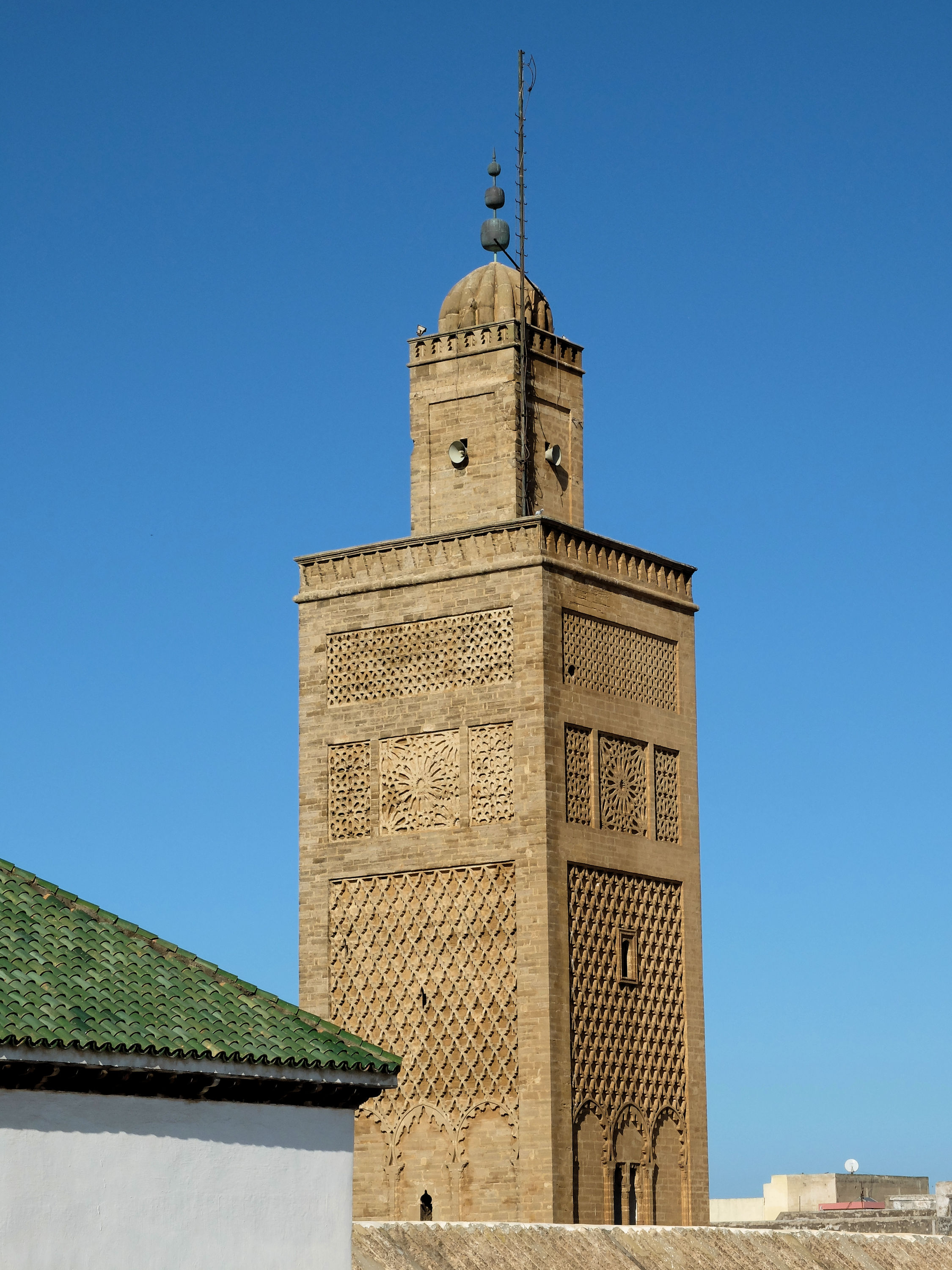
La mosquée fut construite par les Banou Ifren dans la ville de Salé.

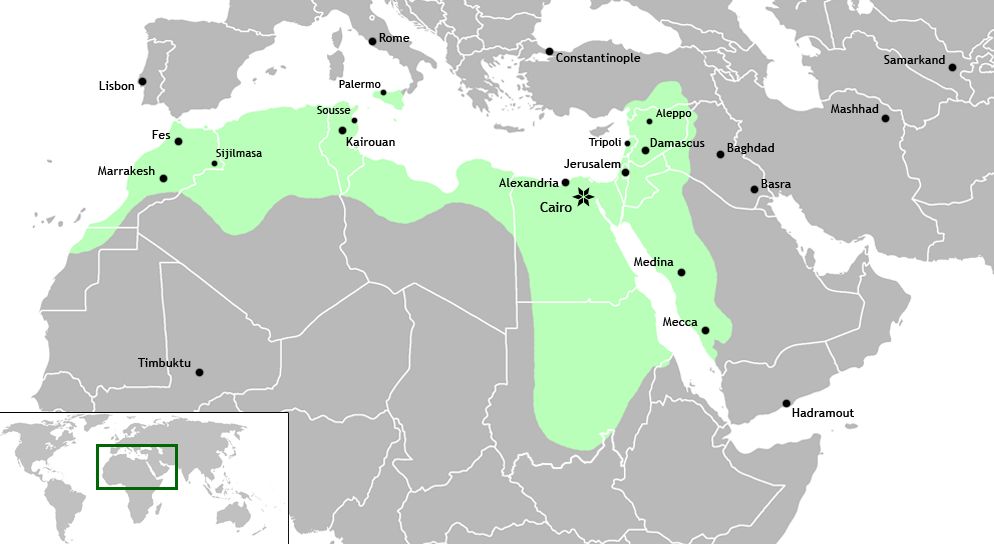
Fatimides, au Xe siècle quatre dynasties émergent: Zirides, Ifrenides, Maghraouides et Hammadides

### Antiquité
Les Banou Ifren ont joué un rôle en Afrique du nord dans l'Antiquité. Ils ont eu le contrôle de l'or  des Phéniciens aux Romains. À l'époque romaine, les Banou Ifren sont divisés en deux parties : les Afris (les gens romanisés) et les Maures (les gens qui ne sont pas romanisés).
Les Banou Ifren ont combattu les Vandales à leur arrivée dans l'intérieur de l'Algérie, ce qui a limité la conquête des Vandales au nord de l'Algérie. Les Ifrenides au côté des Zénètes ont pu vaincre et chasser les Vandales.
En 544, les Byzantins exercent  le pouvoir dans la province de Constantine. Des insurrections berbères contre les Byzantins provoquent l'organisation de plusieurs fédérations puissantes dont certaines sont Zénètes: les Djerawa, les Banou Ifren, les Maghraouas, les Awarbas .
Et, selon Corripus dans la Johannide, à l'époque de Jean Troglita sous le règne de Justinien entre 547 et 550, les Banou Ifren sont en guerre contre les Byzantins. Certains noms ont été mentionnés pour des chefs Ifuraces, tel que Carcasan.

### Moyen Âge
Au début de la confrontation de la reine Dihya dite Kahina et des Omeyyades, à la suite de la mort de Koceila, les Banou Ifren s'allient avec elle et la rejoignent dans les Aurès pour combattre.

#### Royaume sufrite
Au VIIIe siècle, les Banou Ifren se mobilisent autour du dogme kharidjite pour se révolter contre le pouvoir arabe. Vers le milieu du VIIIe siècle, les Banou Ifren adhèrent au dogme Sufrite. Abou Qurra des Banou Ifren rassemble tous les kharidjites contre les pouvoirs omeyyade et abbaside, il revient victorieux chez lui et fonde la capitale Agadir (actuellement Tlemcen). Le Royaume sufrite de Tlemcen des Banou Ifren rejetait l'autorité des califes omeyyades de Damas.
Au IXe siècle, vers 779, à l'époque des Idrissides, Abou Qurra chef du Royaume sufrite de Tlemcen, les invite à Tlemcen pour un traité. Par la suite, les Banou Ifren déclarent la guerre aux Rostémides, bien que Rostom Abderrahman ait une grand-mère  Banou Ifren sufrite, et sont vainqueurs.

#### Révolte d’Abu Yazid
Abu Yazid était un théologien ibadite  et a pu mener une insurrection en Tunisie, mais il a finalement été vaincu . Eugène Guernier dit que sa doctrine tenait en ces quelques mots: chasser le pouvoir fatimide et  gouverner par des assemblées élues.

#### Dynastie
Les Banou Ifren traitèrent de la même façon les gouvernants omeyyades et abbassides afin d'asseoir leur propre pouvoir . Ils créent une dynastie au Xe siècle, avec pour chef Yala Ibn Mohamed en fondant la ville de Ifghan (l'actuelle Frenda). Ce dernier s'est attribué une ascendance d'homme pieux  de la tribu pour asseoir son pouvoir.
Au Xe siècle, ils sont une des premières dynasties musulmanes berbères,, au côté des Maghraouas, de 740 à 1033, à combattre  les Fatimides. Les Banou Ifren prennent donc le parti du califat de Cordoue. Après avoir subi plusieurs défaites de la part des Fatimides, les chefs Ifrenides se regroupent par la suite à Salé et à Tadla . À la suite de leur défaite face aux Zirides, une partie d'entre eux passent en Andalousie et une autre partie, plus nombreuse, dans le Maghreb al-Aqsa sous la conduite de Hammama qui s'empare du Tadla et d'où ils contribuent à la destruction des hérétiques Berghouata.
Au XIe siècle, les Banou Ifren conquièrent le territoire des Berghwata, ils sont alliés de l'Émirat de Cordoue. Ils restent maîtres des régions qu'ils ont conquises et des villes qu'ils ont fondées comme Salé, Kasba Tadla, etc.. Il s'ensuit une guerre entre les deux dynasties Ifrenides et Maghraouides. Abou Soda, calife ifrénide de Tlemcen, a été  nommé vizir par Yala afin de  combattre la coalition Hilaliens- Hammadides en Afrique du Nord. Ces derniers l'ont tué en 1058. Par la suite, la montée des Almoravides met fin au pouvoir des Banou Ifren ,.

#### En Andalousie

Ronda

Une première vague d'Ifrénides est arrivée dans la péninsule Ibérique notamment à Cordoue au Xe siècle ; une seconde vague est reçue  par le gouvernement omeyyade à la fin du Xe siècle et incorporée dans les milices berbères d'al-Andalus. Battus par Bologhine Ibn Ziri, des Banu Ifren passent en Andalousie où ils réussissent à conquérir les villes de Malaga, Jaén et Ronda en 955. En Andalousie, en raison de la brutalité des Berbères, les Banou Ifren jouent un rôle sécuritaire important dans deux des plus importantes villes d’Andalousie, Cordoue et Séville à l’époque du républicain Ibn Jawhar vers 1021, et à Ronda. Leur chef Abou Yedda reçoit plusieurs concessions territoriales; Abu Yeddas est un chef militaire des troupes berbères en guerre contre le roi chrétien et El Mehdi. Ses descendants ont eu des grades élevés dans les milices zénètes d'al-Andalus, au cours de la fitna.

Les Banou Ifren prennent Ronda et se déclarent indépendants. Un neveu d'Abu Yedda, Abu Nour Hilal ben Abi Qura ben Dounâs a expulsé de Takourouna le gouverneur omeyyade Amir ben Fatouh et s'établit à Ronda comme prince indépendant grâce au partage des territoires décidé par Soulayman al-Moust'ain; le royaume de Ronda passe par la suite sous la domination des Abbadides de Séville. Les Banou Ifren ont gouverné la région de Cordoue pendant plusieurs siècles. 

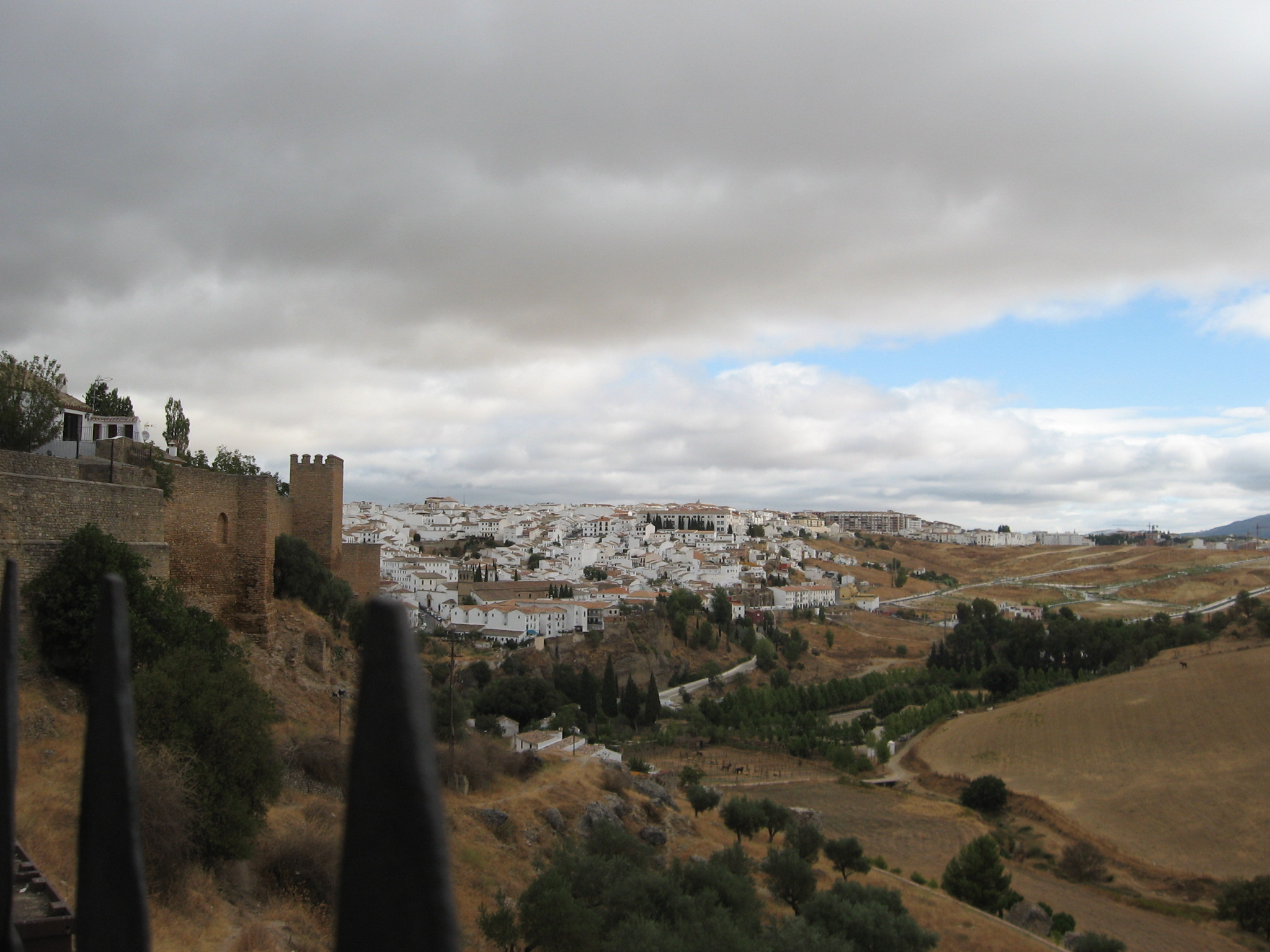
Une partie de la muraille de la ville de Ronda édifiée par Abou Nour.

Les Banou Ifren forment la Taïfa de Ronda. Abou Nour construit plusieurs édifices importants et renforce les murailles de défense de la ville. C'est alors que la ville de Ronda prend la configuration urbaine qu'elle a encore aujourd'hui.

## Archéologie

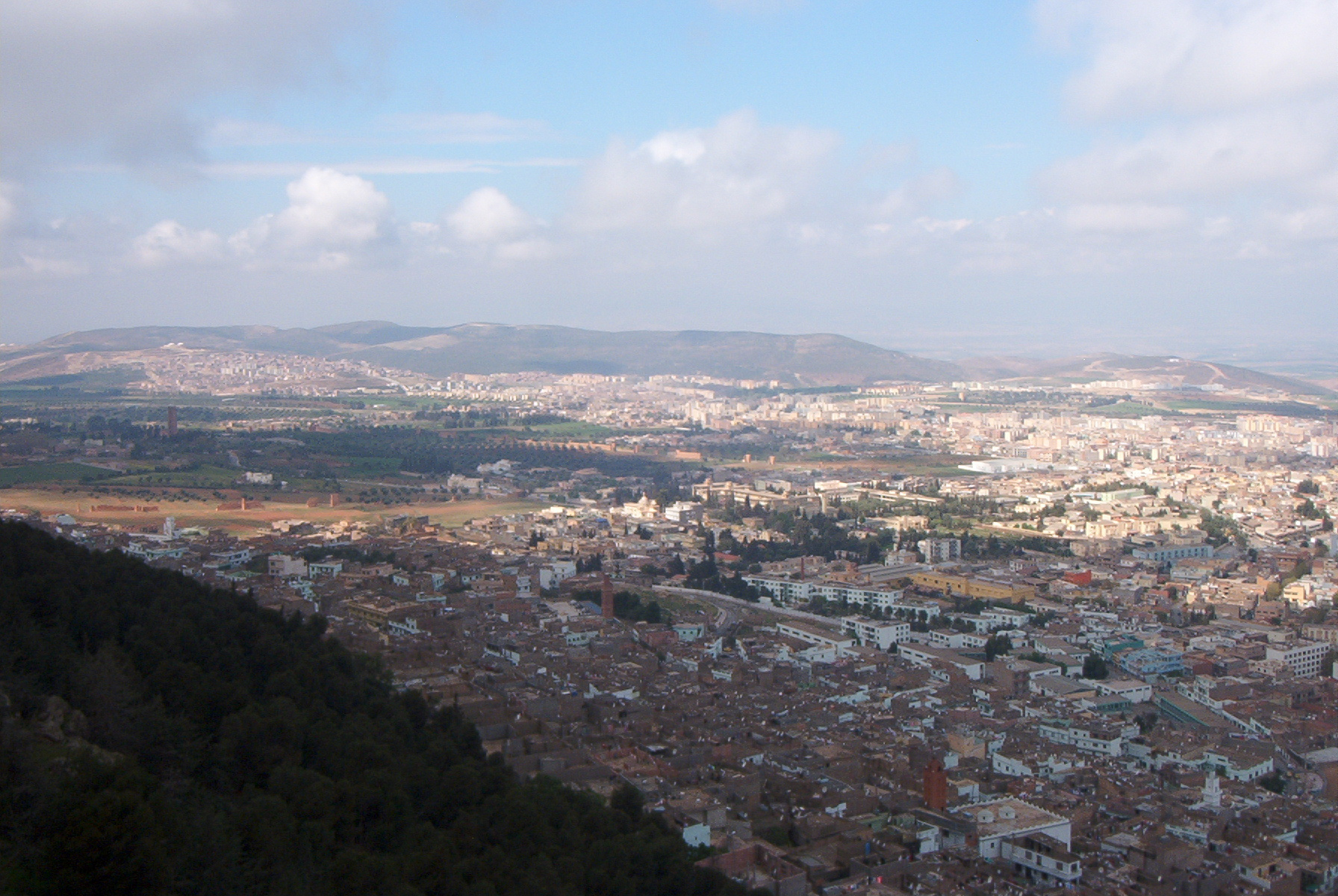
Vue de Tlemcen, elle fut la capitale des Banou Ifren, d'après Ibn Khaldoun

- Pendant l'Antiquité, les Banou Ifren ont construit la cité Tilimeyen dans la région du Saf Saf à Tlemcen en Algérie[77].
- Au Moyen Âge, les Banou Ifren ont fondé plusieurs villes au Maghreb après les Romains : Frenda, Tlemcen(Agadir), Salé, Kasba Tadla, Ouargla, N'gaous, Touggourt, Ifren, etc.[78],[79],[80],[81],[82],[83],[84],[85],[86],[87].

- Les Banou Ifren ont érigé la Kalaa de Tlemcen[88],[89].
- Les Banou Ifren ont construit la plus ancienne mosquée de Ouargla[90]
- Temim Ibn Ziri construit la Grande mosquée de Salé (المسجد الأعظم في سلا) à Salé[91].
- Le minaret de la mosquée Qarawiyyine de la ville de Fès[92].
- Ronda fut construite et édifiée par les Banou Ifren.

### Monnaies
Le  5 juillet 1997, un lot de 300 pièces dont 60 en or a été retrouvé à El Hachimia , ville de la Wilaya de Bouira, dont trois pièces en or d'Abu Yazid. Le chef des Banou Ifren Yeddou avait sa propre monnaie .